# 24 Horas de Le Mans de 1933
As 24 Horas de Le Mans de 1933 foi o 11º grande prêmio automobilístico das 24 Horas de Le Mans, tendo acontecido nos dias 17 e 18 de junho 1933 em Le Mans, França no autódromo francês, Circuit de la Sarthe.

## Resultados Finais
| Pos    | Class | Nº | Equipe                           | Pilotos                                    | Chassis                      | Motor                           | Voltas |
| ------ | ----- | -- | -------------------------------- | ------------------------------------------ | ---------------------------- | ------------------------------- | ------ |
| 1      | 3.0   | 11 | Soc. Anon. Alfa Romeo            | Raymond Sommer Tazio Nuvolari              | Alfa Romeo 8C 2300MM         | Alfa Romeo 2.3L Supercharged I8 | 233    |
| 2      | 3.0   | 8  | Soc. Anon. Alfa Romeo            | Luigi Chinetti Philippe de Gunsburg        | Alfa Romeo 8C 2300           | Alfa Romeo 2.3L Supercharged I8 | 233    |
| 3      | 3.0   | 12 | Arthur W. Fox                    | Brian E. Lewis Tim Rose-Richards           | Alfa Romeo 8C 2300           | Alfa Romeo 2.3L Supercharged I8 | 225    |
| 4      | 1.1   | 30 | Riley                            | Alex van der Becke Kenneth Peacock         | Riley Nine Brooklands        | Riley 1.1L I4                   | 191    |
| 5      | 1.5   | 25 | Aston Martin Ltd.                | Pat Driscoll Clifton Penn-Hughes           | Aston Martin 1½ Le Mans      | Aston Martin 1.5L I4            | 188    |
| 6      | 750   | 41 | John Ludovic Ford                | John Ludovic Ford Maurice Baumer           | MG J-type 4C Midget          | MG 0.7L Supercharged I4         | 176    |
| 7      | 1.5   | 24 | Aston Martin Ltd.                | A.C. Bertelli Sammy Davis                  | Aston Martin 1½ Le Mans      | Aston Martin 1.5L I4            | 174    |
| 8      | 2.0   | 21 | André Rousseau                   | André Rousseau Francois Paco               | Alfa Romeo 6C 1750GS Coupe   | Alfa Romeo 1.7L Supercharged I6 | 167    |
| 9      | 1.1   | 35 | Tracta                           | Félix Quinault Pierre Padrault             | Tracta                       | Tracta 1.0L I4                  | 161    |
| 10     | 1.1   | 28 | Just-Emile Vernet Fernand Vallon | Just-Emile Vernet Fernand Vallon           | Salmson GS                   | Salmson 1.1L I4                 | 159    |
| 11     | 1.1   | 32 | Alin Fréres                      | Adrien Alin Albert Alin                    | B.N.C.                       | B.N.C. 1.1L I4                  | 151    |
| 12     | 1.1   | 34 | Henri de Gavardie                | Jean de Gavardie Henri de Gavardie         | Amilcar C6                   | Amilcar 1.1L I4                 | 148    |
| 13     | 1.1   | 37 | Singer                           | Frank Stanley Barnes Alf Langley           | Singer Nine Sports           | Singer 1.0L I4                  | 140    |
| 14 DSQ | 8.0   | 2  | Prince Nicholas of Romania       | Prince Nicholas of Romania Joseph Cattaneo | Duesenberg Model SJ          | Duesenberg 6.9L Supercharged I8 | ?      |
| 15 NC  | 2.0   | 19 | Société des Autombiles Charley   | Gaston Mottet André Marandet               | S.A.R.A. SP7 Spéciale        | S.A.R.A. 1.8L I4                | ?      |
| 16 DNF | 3.0   | 15 | Capt. G.E.T. Eyston              | Louis Chiron Franco Cortese                | Alfa Romeo 8C 2300MM         | Alfa Romeo 2.3L Supercharged I8 | 177    |
| 17 DNF | 750   | 38 | Norman Black                     | Norman Black Ron Gibson                    | MG J-type 4 Midget           | MG 0.7L Supercharged I4         | 125    |
| 18 DNF | 2.0   | 20 | Mme. Odette Siko                 | Odette Siko Louis Charaval                 | Alfa Romeo 6C 1750           | Alfa Romeo 1.9L Supercharged I6 | 120    |
| 19 DNF | 5.0   | 3  | Guy Bouriat                      | Marie Desprez Pierre Brussienne            | Bugatti Type 50S             | Bugatti 5.0L Supercharged I8    | 119    |
| 20 DNF | 5.0   | 6  | Roger Labric                     | Roger Labric Guy Daniel                    | La Lorraine B3-6             | La Lorraine 3.4L I6             | 105    |
| 21 DNF | 1.5   | 26 | Aston Martin Ltd.                | Mortimer Morris-Goodall Elsie Wisdom       | Aston Martin 1½ Le Mans      | Aston Martin 1.5L I4            | 84     |
| 22 DNF | 750   | 42 | H.Bridgman Metchim               | H. Bridgman Metchim C.H. Masters           | Austin 7                     | Austin Motor Company 0.7L I4    | 78     |
| 23 DNF | 3.0   | 10 | Mme. Heldé                       | Guy Moll Guy Cloitre                       | Alfa Romeo 8C 2300           | Alfa Romeo 2.3L Supercharged I8 | 77     |
| 24 DNF | 1.5   | 23 | Count Stanislaus Czaykowski      | Count Stanislaus Czaykowski Jean Gaupillat | Bugatti Type 51A             | Bugatti 1.5L Supercharged I8    | 52     |
| 25 DNF | 1.5   | 27 | Salmson                          | Charles Duruy Jean Danne                   | Rally NCP                    | Rally 1.3L Supercharged I4      | 39     |
| 26 DNF | 5.0   | 5  | Louis Gas Jean Trévoux           | Louis Gas Jean Trévoux                     | Bentley Blower C             | Bentley 4.4L Supercharged I6    | 25     |
| 27 DNF | 1.1   | 31 | Jean Sébilleau                   | Jean Sébilleau Georges Delaroche           | Riley Nine Brooklands        | Riley 1.1L I4                   | 20     |
| 28 DNF | 1.1   | 36 | Charles Auguste Martin           | Charles Auguste Martin Auguste Bodoignet   | Amilcar CG "Spéciale Martin" | Amilcar 1.0L I4                 | 13     |
| 29 DNF | 1.1   | 33 | Lucien Buquet                    | Lucien Buquet Bernard Clouet               | Amilcar C6                   | Amilcar 1.1L I4                 | 13     |

Legenda :DNQ = Não largou - DNF = Abandono - NC = Não classificado - DSQ= Desqualificado